# Báo cáo năm 1800
Báo cáo năm 1800 (tiếng Anh: Report of 1800) là một nghị quyết được sọan thảo bởi James Madison để thuyết phục chủ quyền cho các bang riêng rẽ theo Hiến pháp Hoa Kỳ và chống lại Các đạo luật về nổi loạn và trái ngược (Alien and Sedition Acts). Đại hội đồng bang Virginia đã chấp nhận và thực hiện Báo cáo này tháng 1 năm 1800. Tài liệu này ban đầu đã khôn khéo sửa đổi các lập luận từ Các nghị quyết Virginia năm 1798, và lý do để tạo ra bản Báo cáo này là để đáp lại các phê phán chỉ trích được gán cho Các nghị quyết. Bản Báo cáo này là bản giải thích quan trọng cuối cùng của bản Hiến pháp soạn ra trước bản 1817 Bonus Bill Veto Message được Madison soạn. Madison là ngiười đã thay đổi địa vị thành một người dân tộc chủ nghĩa cực đoan và nhờ đó giúp ông giành được sự tán dương là người dân tộc chủ nghĩa, dù ông đã thất bại trong Hội nghị Philadelphia Convention năm 1787, để trở thành "Cha đẻ bản Hiến pháp."
Các lập luận được nêu ra trong Các nghị quyết và Báo cáo sau này đã được sử dụng thường xuyên trong quá trình khủng hoảng vô hiệu hóa năm 1832, khi bang Nam Carolina đã tuyên bố cá loại thuế quan vi hiến và vô hiệu trong bang này. Tuy nhiên Madison đã bác bỏ ý tưởng về vô hiệu hóa và ý tưởng cho rằn các lập luận của mình ủng hộ các cách vô hiệu hóa đó. Dù lý thuyết của Madison về chủ nghĩa cộng hòa có thực sự ủng hộ phong trào vô hiệu hóa hay không và nói rộng hơn liệu các ý tưởng ông nêu ra trong thời gian 1798 và 1800 có thích hợp với công việc của ông trước và sau thời kỳ này hay không vẫn làn các câu hỏi chính xung quanh bản Báo cáo này trong văn học hiện đại.

## Nền
Madison, một thành viên của Đảng Cộng hòa Dân chủ, được bầu vào Đại hội đồng Virginia do Đảng Cộng hòa Dân chủ thống trị từ Quận Cam vào năm 1799. Một mục chính trong chương trình nghị sự của ông là bảo vệ các Nghị quyết Virginia 1798 của Đại hội đồng, trong đó Madison có là người soạn thảo.  Các Nghị quyết, thường được thảo luận cùng với các Nghị quyết Kentucky đương thời của Thomas Jefferson, là một phản ứng đối với các sự phẫn nộ nhận thức khác nhau được thực hiện bởi chính phủ quốc gia liên bang. Điều quan trọng nhất trong số này là Đạo luật về người ngoài hành tinh và sự quyến rũ, bốn đạo luật cho phép Tổng thống trục xuất Người ngoài hành tinh theo ý muốn, yêu cầu một thời gian cư trú lâu hơn trước khi người ngoài hành tinh có thể trở thành công dân, và biến nó thành tội ác để xuất bản tài liệu độc hại hoặc phỉ báng chống lại chính phủ hoặc các quan chức của nó. Đảng Cộng hòa Dân chủ đã bị xúc phạm bởi luật pháp, và Madison và Jefferson đã soạn thảo các Nghị quyết cực kỳ quan trọng được thông qua để đáp lại các cơ quan lập pháp bang Virginia và Kentucky.
Các Nghị quyết Virginia và Kentucky đã có trong năm kể từ khi xuất bản nhận được phản hồi rất quan trọng từ các cơ quan lập pháp tiểu bang. Bảy bang chính thức phản ứng với Virginia và Kentucky bằng cách từ chối các Nghị quyết  và ba bang khác đã thông qua các nghị quyết thể hiện sự không tán thành,  với bốn bang còn lại không có hành động. Không có nhà nước khác tán thành các Nghị quyết. Lý do cho những lời chỉ trích là Đại hội đồng, dẫn đầu trong nỗ lực của người ủng hộ chủ quyền nhà nước John Taylor của Caroline, đã đặt một vòng xoáy chủ quyền nhà nước vào các Nghị quyết Virginia năm 1798 bất chấp hy vọng của Madison. Những trả lời này cho rằng Tòa án Tối cao Hoa Kỳ có trách nhiệm cuối cùng trong việc quyết định liệu luật liên bang có hợp hiến hay không, và Đạo luật về người ngoài hành tinh và sự quyến rũ là hiến pháp và cần thiết.  Những người Liên bang đã buộc tội Đảng Cộng hòa Dân chủ tìm kiếm sự bất hòa, thậm chí dự tính bạo lực.  Vào thời điểm đó, một số nhân vật hàng đầu của Đảng Cộng hòa Dân chủ Virginia như Dân biểu William Branch Giles (ở nơi công cộng) và Taylor (ở tư nhân) thực sự đang cân nhắc sự bất hòa, và Đại hội đồng Virginia đã chọn thời điểm này để cuối cùng xây dựng một nhà nước mới kho vũ khí ở Richmond, vì vậy có một số sự thật cho sự buộc tội.

Jefferson, lãnh đạo Đảng Cộng hòa Dân chủ và sau đó là Phó Tổng thống, đã viết thư cho Madison vào tháng 8 năm 1799 phác thảo một chiến dịch tăng cường hỗ trợ công chúng cho các nguyên tắc được nêu trong các Nghị quyết Virginia và Kentucky năm 1798 (thường được gọi là "các nguyên tắc của '98 "):
Rằng các nguyên tắc đã được Virginia & Kentucky nâng cao sẽ không được đưa ra trong im lặng, tôi cho rằng tất cả chúng ta đều đồng ý. Tôi nên đề xuất một tuyên bố Nghị quyết của các cơ quan lập pháp của họ về kế hoạch này. 1 Trả lời lý do của các quốc gia đã mạo hiểm trong lĩnh vực lý luận, và của Ủy ban Quốc hội.... 2. Thực hiện một cuộc biểu tình kiên quyết chống lại nguyên tắc & tiền lệ; và bảo lưu các quyền dẫn đến chúng tôi từ những vi phạm có thể sờ thấy được trong bản tóm tắt hiến pháp của chính phủ Liên bang,... 3. Thể hiện bằng ngôn ngữ trìu mến và hòa giải của chúng tôi gắn bó nồng nhiệt với các quốc gia chị em của chúng tôi, và với các công cụ & nguyên tắc qua đó chúng ta đoàn kết lại;... hoàn toàn tin tưởng rằng ý thức tốt của người dân Mỹ và sự gắn bó của họ để tập hợp với chúng tôi làm tròn nguyên tắc thực sự của liên bang của chúng tôi. Nhưng quyết tâm, có phải chúng ta đã thất vọng về điều này, để cắt đứt chính mình khỏi liên minh đó, chúng ta rất có giá trị, thay vì từ bỏ các quyền của chính phủ mà chúng ta đã bảo lưu, và trong đó một mình chúng ta thấy tự do, an toàn & hạnh phúc.
Đáp lại bức thư này, Madison đã đến thăm Jefferson tại Monticello trong tuần đầu tiên của tháng 9.  Cuộc thảo luận của họ rất quan trọng ở chỗ nó đã thuyết phục được Jefferson rời khỏi lập trường cấp tiến của ông về sự phân ly khỏi Liên minh, được thể hiện ở phần cuối của đoạn trích trên. Ít nhất, Virginia hay Kentucky có lập trường như vậy một cách công khai sẽ biện minh cho các cuộc tấn công của Liên bang chống lại xu hướng ly khai của đảng Cộng hòa Dân chủ. Madison giành chiến thắng trước Jefferson, người ngay sau đó đã viết thư cho Wilson Cary Nicholasrằng: "Từ [vị trí này] tôi rút lui dễ dàng, không chỉ vì sự phán xét của [Madison] mà bởi vì chúng ta không bao giờ nên nghĩ đến sự chia ly mà vì những vi phạm lặp đi lặp lại và rất lớn, vì vậy những điều đó, khi chúng xảy ra, sẽ tự gây ra đủ. "  Adrienne Koch và Harry Ammon, kiểm tra bài viết sau này của Jefferson, kết luận rằng Madison có một vai trò quan trọng "trong việc làm dịu đi những quan điểm cực đoan hơn của Jefferson."
James Madison, tác giả của Báo cáo và Tổng thống thứ 4 của Hoa Kỳ
Jefferson hy vọng sẽ tham gia nhiều hơn vào việc sản xuất Báo cáo và dự định đến thăm Madison tại cơ sở tại DSLel trên đường tới Philadelphia, thủ đô quốc gia, cho phiên họp mùa đông của Quốc hội Hoa Kỳ. Tuy nhiên, James Monroe, người sẽ trở thành Thống đốc Virginia trước cuối năm nay, đã đến thăm Jefferson tại Monticello và cảnh báo ông không gặp Madison, vì một cuộc gặp khác giữa hai nhà lãnh đạo Đảng Cộng hòa Dân chủ quan trọng nhất sẽ gây ra bình luận công khai quan trọng. Nhiệm vụ viết Báo cáo Virginia chỉ còn lại cho Madison. Jefferson nhấn mạnh tầm quan trọng của công việc này trong một lá thư ngày 26 tháng 11 gửi Madison, trong đó ông xác định "các cuộc biểu tình chống lại các vi phạm nguyên tắc thực sự của hiến pháp của chúng tôi" là một trong bốn yếu tố chính của kế hoạch của Đảng Cộng hòa Dân chủ.

## Sản xuất và thông qua
Phiên họp bắt đầu vào đầu tháng 12. Một lần tại Richmond, Madison bắt đầu soạn thảo Báo cáo,  mặc dù ông bị trì hoãn bởi một trận chiến kéo dài một tuần với bệnh kiết lỵ.  Vào ngày 23 tháng 12, Madison đã chuyển sang thành lập một ủy ban gồm bảy thành viên đặc biệt với tư cách là chủ tịch để trả lời "câu trả lời nhất định từ một số bang, liên quan đến thông tin liên lạc của cơ quan lập pháp Virginia tại phiên họp cuối cùng của họ." Các thành viên của ủy ban là Madison, John Taylor, William Branch Giles, George Keith Taylor, John Wise, John Mercer và William Daniel.  Ngày hôm sau, đêm Giáng sinh, ủy ban đã sản xuất một phiên bản đầu tiên của Báo cáo.  Biện pháp được đưa ra trước Hạ viện, Hạ viện của Đại hội đồng, vào ngày 2 tháng 1.

Mặc dù chắc chắn sẽ vượt qua do đa số đảng Cộng hòa Dân chủ, gần đây đã được củng cố bằng cuộc bầu cử một thư ký và người phát ngôn của Đảng Cộng hòa Dân chủ, Báo cáo đã được tranh luận trong năm ngày. Điểm chính của sự tranh cãi là ý nghĩa của phần ba của các Nghị quyết Virginia:
Hội đồng này tuyên bố rõ ràng và khinh miệt, rằng nó xem các quyền lực của chính phủ liên bang, do kết quả của sự gọn nhẹ mà các quốc gia là các bên tham gia;... và rằng trong trường hợp các quyền lực khác cố tình, có thể sờ thấy và nguy hiểm của các quyền lực khác không được cấp bằng, nói rõ, các quốc gia là các bên tham gia có quyền... can thiệp để bắt giữ tiến trình của tà ác... chính quyền, quyền và tự do chứng minh cho họ.
Nghị quyết này từng là mục tiêu chính của cuộc tấn công của Liên bang vào các Nghị quyết.  Đặc biệt có vấn đề là ý nghĩa trong đó các quốc gia là các bên tham gia chính phủ liên bang. Báo cáo cuối cùng đã được sửa đổi để cung cấp sự rõ ràng hơn về vấn đề này bằng cách nhấn mạnh rằng khi người Virgin tuyên bố rằng "các quốc gia" là các bên tham gia Hiến pháp liên bang, người giới thiệu từ "nhà nước" là người có chủ quyền của quốc gia cụ thể. Do đó, để nói rằng "tiểu bang Virginia phê chuẩn Hiến pháp" là nói rằng người dân có chủ quyền của Virginia đã phê chuẩn Hiến pháp. Báo cáo sửa đổi đã thông qua Hạ viện vào ngày 7 tháng 1 với tỷ lệ chênh lệch từ 60 đến 40. Tại một số thời điểm trong hai tuần tới, nó đã thông qua Thượng viện với tỷ lệ chênh lệch từ 15 đến 6.
Báo cáo được đón nhận nồng nhiệt bởi đảng Cộng hòa Dân chủ Virginia. Đại hội đồng đã sắp xếp cho năm nghìn bản được in và phân phát trong tiểu bang, nhưng không có nhiều phản hồi công khai đối với Báo cáo, và dường như nó có tác động tương đối ít đến cuộc bầu cử tổng thống năm 1800(tuy nhiên, đó là một chiến thắng lớn cho Đảng Cộng hòa Dân chủ và thoái thác các chính sách của Liên bang). Các bên ngoài Virginia dường như không quan tâm đến việc diễn tập lại các Nghị quyết 1798 và ở các tiểu bang khác có rất ít bình luận công khai. Jefferson háo hức tìm kiếm các bản sao để phân phát cho các thành viên của Quốc hội Cộng hòa Dân chủ khởi hành về nước của họ, và khi họ không đến được, ông đã cầu xin Monroe cho ít nhất một bản sao mà ông có thể sao chép. Bất chấp sự chấp thuận và cố gắng phân phối công việc của Madison, Jefferson, phản ứng quốc gia vẫn ôn hòa.  Mặc dù có ít tác động đến cuộc bầu cử ngay lập tức, Báo cáo của Madison đã làm rõ lập luận pháp lý chống lại Công vụ và các quyền của các bang nói chung,Sửa đổi thứ mười chứ không phải là thứ chín như là thành phần chính chống lại sự xâm lấn của liên bang vào quyền tự chủ của nhà nước.

## Đối số
Mục đích chung của Báo cáo là khẳng định và mở rộng các nguyên tắc thể hiện trong các Nghị quyết Virginia. Mục tiêu lớn đầu tiên của các Nghị quyết là mang lại sự bãi bỏ Đạo luật về người ngoài hành tinh và sự quyến rũ bằng cách tạo ra sự phản đối công khai sẽ được thể hiện thông qua các cơ quan lập pháp nhà nước. Madison đã tìm cách thực hiện điều này bằng cách chứng minh một cách thuyết phục rằng Công vụ đã vi phạm hiến pháp. Đặt vào Công vụ trong Báo cáo của mình, Madison đã mô tả nhiều vi phạm giới hạn hiến pháp. Đạo luật người ngoài hành tinh đã trao cho Tổng thống quyền lực vô hạn trong việc trục xuất người ngoài hành tinh thân thiện. Trái với Đạo luật Trầm tích, chính phủ liên bang không có quyền bảo vệ các quan chức khỏi sự tấn công bất đồng chính kiến hay bôi nhọ, ngoài sự bảo vệ mà nó dành cho mọi người dân; thật vậy, sự can thiệp đặc biệt như vậy đối với báo chí đã "bị cấm rõ ràng bởi một sửa đổi tuyên bố hiến pháp."  Cũng như vậy, Madison đã tấn công luật vận chuyển của Liên bang và luật ngân hàng là vi hiến.
Để khắc phục những khiếm khuyết được tiết lộ qua đoạn Đạo luật về người ngoài hành tinh và sự quyến rũ, Madison kêu gọi công dân có quyền tuyệt đối để tự do ngôn luận. Madison viết rằng khả năng truy tố lời nói lên tới "sự bảo vệ những người điều hành chính phủ, nếu họ bất cứ lúc nào cũng xứng đáng với sự khinh miệt hoặc thù hận của người dân, chống lại việc tiếp xúc với nó."  Tự do báo chí là cần thiết, bởi vì "vì đã bị lạm dụng, thế giới mắc nợ báo chí vì tất cả những chiến thắng đã đạt được bởi lý trí và nhân loại vì lỗi lầm và áp bức."  Báo cáo ủng hộ cách giải thích chặt chẽ về Sửa đổi đầu tiên. Trong khi những người Liên bang giải thích sửa đổi là hạn chế quyền lực của Quốc hội đối với báo chí, nhưng ngụ ý rằng quyền lực đó tồn tại, Madison lập luận rằng Bản sửa đổi đầu tiên hoàn toàn cấm Quốc hội can thiệp vào báo chí.
Tổng quát hơn, Báo cáo đưa ra lập luận ủng hộ chủ quyền của các quốc gia riêng lẻ, mà nó được biết đến nhiều nhất. Thông điệp cơ bản là các quốc gia là các đảng cuối cùng cấu thành nên liên bang, và do đó, các quốc gia riêng lẻ là những người phân xử cuối cùng về việc liệu chính phủ có bị phá vỡ bởi sự chiếm đoạt quyền lực hay không. Học thuyết này được gọi là lý thuyết nhỏ gọn. Chính sự hiện diện của lập luận này trong các Nghị quyết đã cho phép những người Liên bang vẽ tranh cho đảng Cộng hòa Dân chủ khi nghiêng về ly khai; trong Báo cáo sửa đổi, dòng này được kiểm duyệt, với một điểm nhấn là chính các quốc gia là xã hội chính trị của người dân (và do đó, người ta đọc, chứ không phải là cơ quan lập pháp nhà nước) có quyền lực này. Một trong hai công thức sẽ giúp cho sự nghiệp Cộng hòa Dân chủ bằng cách bác bỏ tính hữu hạn của bất kỳ sự giải thích hiến pháp nào được tiến hành bởi Quốc hội và tư pháp liên bang, cả hai đều bị thống trị bởi Liên bang.

Để bảo vệ đảng Cộng hòa Dân chủ và Nghị quyết Virginia, Madison nhấn mạnh rằng ngay cả khi không đồng ý với lý thuyết nhỏ gọn, các Nghị quyết Virginia và Bản báo cáo năm 1800 chỉ đơn giản là các cuộc biểu tình, mà các bang chắc chắn có quyền sản xuất. Madison chỉ ra rằng một tuyên bố về tính vi hiến sẽ là một biểu hiện của ý kiến, không có lực lượng pháp lý.  Mục đích của một tuyên bố như vậy, Madison nói, là để huy động dư luận. Madison chỉ ra rằng quyền lực để đưa ra các quyết định hiến pháp ràng buộc vẫn còn ở các tòa án liên bang:
Người ta đã nói rằng nó thuộc về tư pháp của Hoa Kỳ, chứ không phải các cơ quan lập pháp tiểu bang, để tuyên bố ý nghĩa của Hiến pháp Liên bang.... [T] ông tuyên bố [công dân hoặc cơ quan lập pháp nhà nước], cho dù khẳng định hay phủ nhận tính hợp hiến của các biện pháp của Chính phủ Liên bang... là những ý kiến, không kèm theo bất kỳ tác động nào khác ngoài ý kiến của họ, bằng sự phản ánh thú vị. Các giải trình của tư pháp, mặt khác, được thực hiện có hiệu lực ngay lập tức bằng vũ lực. Cái trước có thể dẫn đến một sự thay đổi trong biểu hiện lập pháp của ý chí chung; có thể thay đổi quan điểm của ngành tư pháp; cái sau thi hành ý chí chung, trong khi ý chí đó và ý kiến đó tiếp tục không thay đổi.
Madison lập luận rằng một bang, sau khi tuyên bố luật liên bang vi hiến, có thể hành động bằng cách liên lạc với các bang khác, cố gắng tranh thủ sự ủng hộ của họ, kiến nghị Quốc hội bãi bỏ luật này, đưa ra sửa đổi Hiến pháp trong Quốc hội, hoặc gọi một hội nghị lập hiến. Madison đã không khẳng định rằng các bang có thể vô hiệu hóa một cách hợp pháp một luật liên bang bị phản đối hoặc họ có thể tuyên bố nó vô hiệu và không thể thực thi được. Bằng cách tránh hành động trực tiếp có lợi cho việc gây ảnh hưởng đến dư luận phổ biến, Madison đã cố gắng làm rõ rằng đảng Cộng hòa Dân chủ không tiến tới sự bất hòa.

## Phân tích
Báo cáo được coi là vào đầu thế kỷ 19 như là một trong những biểu hiện quan trọng hơn của các nguyên tắc Dân chủ Cộng hòa. Spencer Roane mô tả nó là " Magna Charta mà các nhà nước cộng hòa định cư, sau cuộc đấu tranh lớn vào năm 1799".  Henry Clay nói trên sàn của Hạ viện rằng đó là từ Báo cáo năm 1800, trên các tài liệu khác, rằng ông đã phát triển lý thuyết của riêng mình về giải thích hiến pháp.  H. Jefferson Powell, một nhà lập pháp hiện đại, xác định ba chủ đề dai dẳng của chủ nghĩa hợp hiến Dân chủ - Cộng hòa xuất hiện từ các Nghị quyết và Báo cáo: (1) một cách tiếp cận văn bản đối với Hiến pháp, (2) lý thuyết nhỏ gọn và (3) thận trọng, không tin tưởng, nên đặc trưng cách tiếp cận của chúng tôi với những người nắm giữ quyền lực chính trị.
Trong những năm gần đây, mối quan tâm thực tế chính trong Báo cáo là sự hiểu biết tuyệt đối của nó về Sửa đổi đầu tiên. Nhiều quyết định của Tòa án Tối cao đã trích dẫn vụ việc như một bằng chứng về ý tưởng của Framers về tự do ngôn luận. Vào năm 1957, ý kiến của Hoa Kỳ bởi William Brennan, Báo cáo của Madison được trích dẫn là bằng chứng cho thấy "các quyền tự do cơ bản của lời nói và báo chí đã đóng góp rất lớn cho sự phát triển và thịnh vượng của xã hội tự do của chúng ta và không thể thiếu cho sự phát triển liên tục của nó. "  Các trường hợp khác để trích dẫn Báo cáo cho mục đích tương tự bao gồm Thornhill v. Alabama (1940)  và Nixon v. Shrink Missouri Chính phủ PAC (2000).
Trong học bổng hiện đại ngoài lĩnh vực pháp lý, Báo cáo chủ yếu được nghiên cứu để thảo luận về các quyền của các quốc gia liên quan đến chủ nghĩa liên bang và chủ nghĩa cộng hòa. Theo Kevin Gutzman, Báo cáo, cùng với các Nghị quyết của bang Kentucky và Virginia, tạo thành một nền tảng cho "truyền thống quyền của các bang miền nam cực đoan".  Tuy nhiên, Madison bác bỏ các cáo buộc rằng các tác phẩm của ông ủng hộ việc giải thích hiến pháp được tiến hành bằng cách tuyên bố Người miền Nam. Báo cáo năm 1800, Madison lập luận, không nói rằng chính phủ là một nhóm nhỏ của các quốc gia riêng lẻ, như các yếu tố ủng hộ vô hiệu hóa đề xuất. Thay vào đó, Báo cáo năm 1800 đã mô tả một bản tóm tắt của "người dân ở mỗi quốc gia, hoạt động với khả năng có chủ quyền cao nhất".  Bản thân các chính phủ tiểu bang, không kém tư pháp liên bang, chỉ sở hữu quyền lực được ủy quyền và do đó không thể quyết định các câu hỏi có tầm quan trọng cơ bản. Madison nghĩ rằng các Nghị quyết và Báo cáo phù hợp với nguyên tắc này trong khi Pháp lệnh Vô hiệu hóa thì không.